# Ейли Норууд
Ейли Норууд (на английски: Eille Norwood) е британски актьор, който е прекарал по-голямата част на кариерата си на екрана в ролята на Шерлок Холмс.

## Биография и творчество
Ейли Норууд е роден на 11 октомври 1861 г. в Йорк, Англия, с рождено име Антъни Едуард Брет.
От 1921 до 1923 г. играе Холмс в четиридесет и седем неми филма, режисирани от Морис Елвей и Джордж Риджуъл. В ролята на Уотсън му партнира Хюбърт Уилис, който в края е заменен от Артър Кулин.
Ейли Норууд умира на 24 декември 1948 г. в Лондон, Англия.

## Филмография
- 1911: „Princess Clementina“' – Джейм Стюърт
- 1916: „Temptation's Hour“
- 1916: „The Charlatan“ – Д-р О`Кама
- 1920: „The Tavern Knight“ – рицар
- 1920: „The Hundredth Chance“ – Д-р Джонатан Карпър
- 1921: „Gwyneth of the Welsh Hills“ – Лорд Прайс
- 1921: „A Gentleman of France“ – Гастон де Марзак
- 1922: „The Recoil“ – Франсис
- 1921-1923: „Шерлок Холмс“, поредица – Шерлок Холмс